# Quercus stelloides
Quercus stelloides är en bokväxtart som beskrevs av Ernest Jesse Palmer. Quercus stelloides ingår i släktet ekar, och familjen bokväxter. Inga underarter finns listade i Catalogue of Life.